# Epigonidae

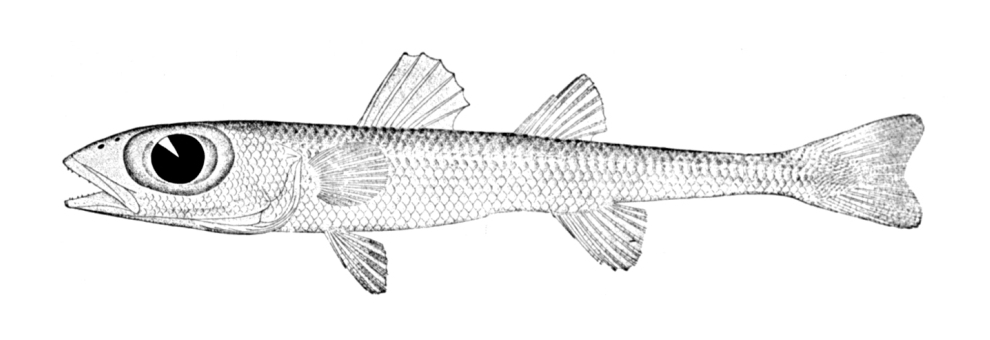
Epigonus occidentalis.

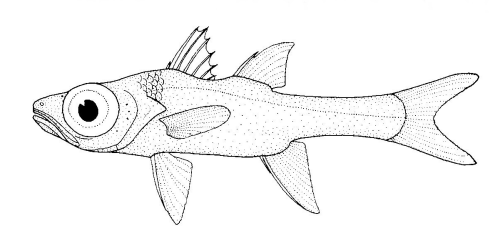
Epigonus lenimen.

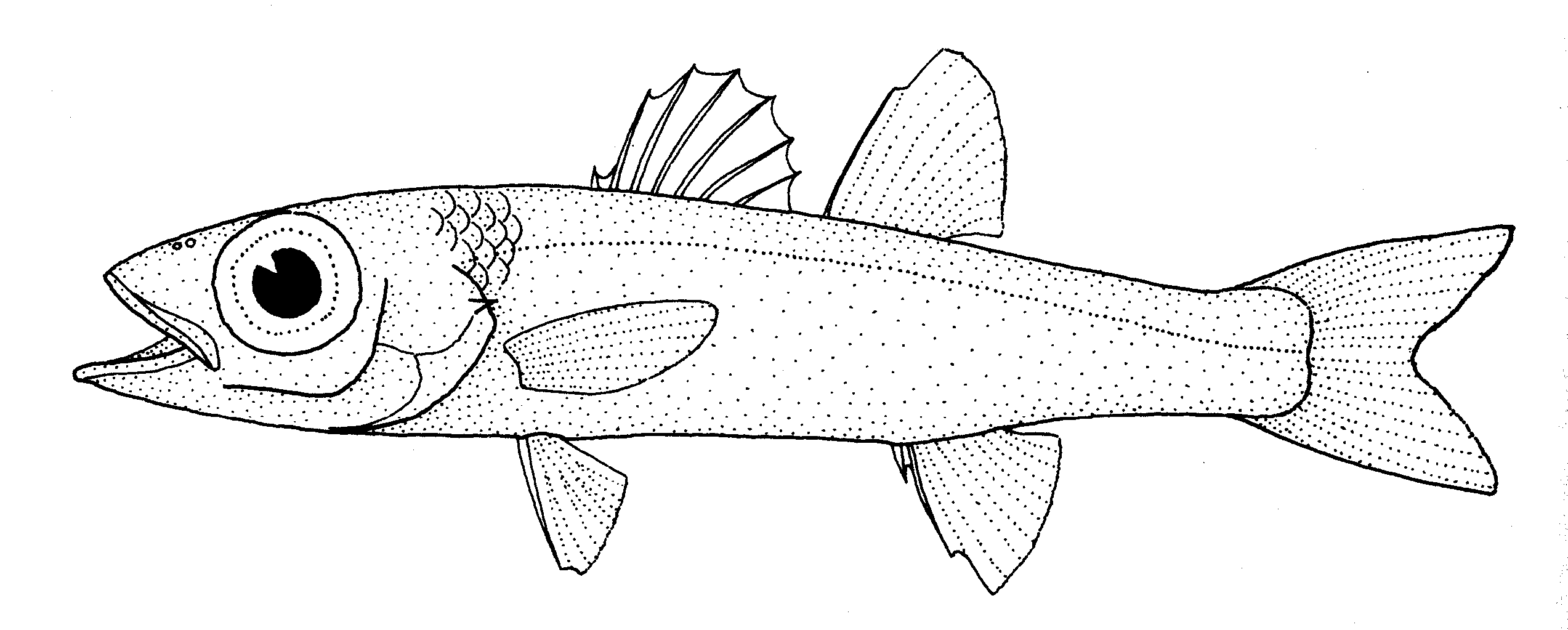
Epigonus telescopus.

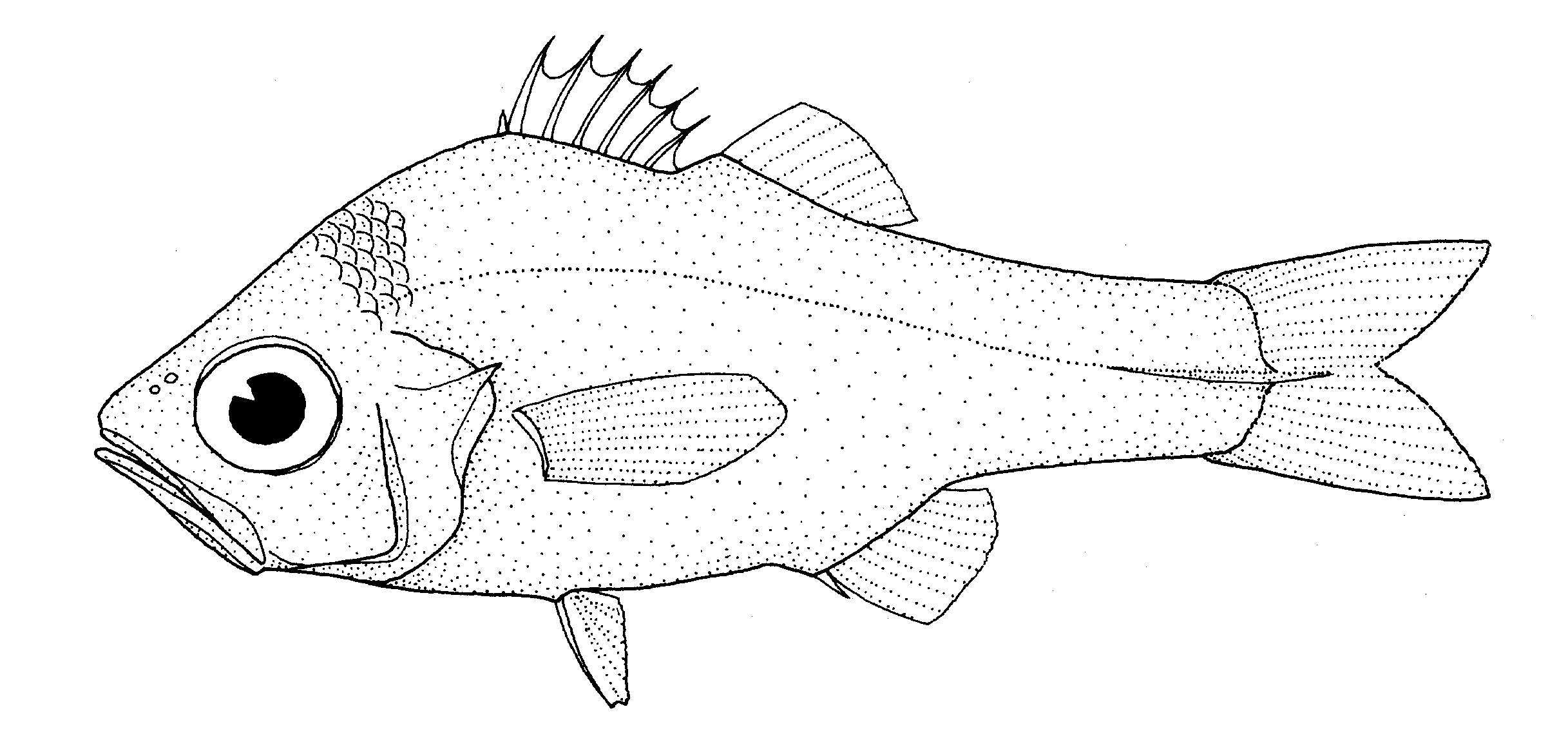
Rosenblattia robusta.

Epigonidae (epigónidos) es una familia de peces marinos incluida en el orden Perciformes. Se distribuyen por el mar Mediterráneo y los océanos Atlántico, Índico y Pacífico.
Se diferencian de los apogónidos en que tienen normalmente 25 vértebras, más de seis infraorbitales, cartílago del rostro muy alargado y las aletas dorsal y anal blandas recubiertas de escamas. La longitud máxima de 58 cm se alcanza en el género Epigonus.

## Géneros y especies
Existen 34 especies agrupadas en 7 géneros:
- Género Brephostoma
  - Brephostoma carpenteri (Alcock, 1889)

- Género Brinkmannella
  - Brinkmannella elongata (Parr, 1933)

- Género Epigonus
  - Epigonus affinis (Parin y Abramov, 1986)
  - Epigonus angustifrons (Abramov y Manilo, 1987)
  - Epigonus atherinoides (Gilbert, 1905)
  - Epigonus cavaticus (Ida, Okamoto y Sakaue, 2007)
  - Epigonus constanciae (Giglioli, 1880)
  - Epigonus crassicaudus (de Buen, 1959)
  - Epigonus ctenolepis (Mochizuki y Shirakihara, 1983)
  - Epigonus denticulatus (Dieuzeide, 1950)
  - Epigonus devaneyi (Gon, 1985)
  - Epigonus elegans (Parin y Abramov, 1986)
  - Epigonus elongatus (Parr, 1933)
  - Epigonus fragilis (Jordan y Jordan, 1922)
  - Epigonus glossodontus (Gon, 1985)
  - Epigonus heracleus (Parin y Abramov, 1986)
  - Epigonus lenimen (Whitley, 1935)
  - Epigonus macrops (Brauer, 1906)
  - Epigonus marimonticolus (Parin y Abramov, 1986)
  - Epigonus merleni (McCosker y Long, 1997)
  - Epigonus notacanthus (Parin y Abramov, 1986)
  - Epigonus occidentalis (Goode y Bean, 1896)
  - Epigonus oligolepis (Mayer, 1974)
  - Epigonus pandionis (Goode y Bean, 1881)
  - Epigonus parini (Abramov, 1987)
  - Epigonus pectinifer (Mayer, 1974)
  - Epigonus robustus (Mead y De Falla, 1965)
  - Epigonus telescopus (Risso, 1810)
  - Epigonus waltersensis (Parin y Abramov, 1986)

- Género Florenciella
  - Florenciella lugubris (Mead y De Falla, 1965)

- Género Microichthys
  - Microichthys coccoi (Rüppell, 1852)
  - Microichthys sanzoi (Sparta, 1950)

- Género Rosenblattia
  - Rosenblattia robusta (Mead y De Falla, 1965)

- Género Sphyraenops
  - Sphyraenops bairdianus (Poey, 1861) - Cardenal barracuda.